# Bočna
Bočna is een plaats in Slovenië en maakt deel uit van de gemeente Gornji Grad in de NUTS-3-regio Savinjska. De plaats telde 573 inwoners op 1 januari 2020.